# Unió Laurediana
Unió Laurediana (UL) és un partit de Sant Julià de Lòria de dreta i conservador que es presenta a les eleccions comunals i generals d'Andorra.
Són presents al Comú de Sant Julià de Lòria juntament amb el Partit Liberal d'Andorra (PLA). A les eleccions generals no es presenta en la llista nacional sinó a la comunal.

## Història
A les eleccions generals del 2011 guanyaren dos escons, contribuint a la majoria absoluta de Demòcrates per Andorra (DA), partit amb el qual col·laboraven. A les eleccions generals de 2015 es van presentar en coalició amb els Liberals d'Andorra. Per a les eleccions generals del 2019 es presentaran dins de la coalició de la Tercera via on el un dels seus militants, Josep Pintat Forné encapçalarà la llista nacional.

## Resultats electorals

### Consell General
| Elecció | Vots  | %     | Escons | +/– | Candidat             | Govern         |
| ------- | ----- | ----- | ------ | --- | -------------------- | -------------- |
| 2001    | 813   | 7,9   | 2 / 28 | Nou | Marc Pintat Forné    | Oposició       |
| 2005    | -     | -     | 0 / 28 | 2   | No es presentà       | No es presentà |
| 2009    | 1080  | 51    | 2 / 28 | 2   | Montserrat Gil Torné | Oposició       |
| 2011    | 1349  | 61,8  | 2 / 28 | =   | Montserrat Gil Torné | Oposició       |
| 2015    | 1088  | 47'5  | 2 / 28 | =   | Josep Majoral Obiols | Oposició       |
| 2019    | 1.156 | 44,74 | 2 / 28 | =   | Josep Majoral Obiols | Oposició       |

### Eleccions Comunals aSant Julià de Lòria
| Elecció | Vots  | %     | Escons  | +/– | Posició |
| ------- | ----- | ----- | ------- | --- | ------- |
| 1999    | 824   | 100   | 12 / 12 | Nou | 1r      |
| 2003    | 809   | 47,9  | 9 / 12  | 3   | = 1r    |
| 2007    | 1128  | 58,6  | 10 / 12 | 2   | = 1r    |
| 2011    | 1232  | 64    | 10 / 12 | =   | = 1r    |
| 2015    | 977   | 49,64 | 3 / 12  | 7   | 2n      |
| 2019    | 1.159 | 48,6  | 9 / 12  | 6   | 1r      |